# Инженерные боеприпасы
Инженерные боеприпасы (не путать с боеприпасами) — средства инженерного вооружения, содержащие в себе взрывчатые вещества и пиротехнические составы.
Инженерные боеприпасы подразделяются на средства взрывания, подрывные заряды (удлинённый заряд), и инженерные мины.

## Классификация
- Средства взрывания предназначаются для возбуждения (инициирования) взрыва зарядов взрывчатого вещества (ВВ) и инженерных мин. К ним относятся капсюли-воспламенители, капсюли-детонаторы, электровоспламенители, электродетонаторы, детонирующие и огнепроводные шнуры, зажигательные трубки, запалы и минные взрыватели.
- Подрывные заряды представляют собой конструктивно оформленные, определённые по объёму и массе количества взрывчатых веществ, выпускаемые промышленностью. Они предназначаются для взрывных работ. По форме бывают сосредоточенные, удлиненные и кумулятивные. Как правило, подрывные заряды имеют оболочки, гнёзда для средств взрывания, приспособления и устройства для переноски и крепления на подрываемых объектах.
- Заряды разминирования предназначаются для устройства проходов в минных полях.
- Инженерные мины представляют собой заряды взрывчатого вещества, конструктивно объединённые со средствами для их взрывания. Они предназначаются для устройства минновзрывных заграждений и подразделяются на противотанковые, противопехотные, противодесантные и специальные. В зависимости от назначения мины могут быть фугасные, осколочные, кумулятивные. Основными элементами инженерных мин являются заряд взрывчатого вещества (ВВ) и минный взрыватель. Заряд ВВ предназначается для поражения или разрушения объекта.
- Минный взрыватель — специальное устройство для возбуждения (инициирования) взрыва заряда ВВ мины. Устройство, у которого имеются все элементы взрывателя, кроме капсюля-детонатора (запала), называется взрывательным устройством.

Минные взрыватели могут быть механические, электрические и электромеханические. Они могут иметь специальные элементы для обеспечения безопасности транспортировки и применения.
Инженерные мины взрываются от воздействия на них объекта. В зависимости от характера воздействия, приводящего к взрыву, мины могут быть контактные (нажимного, натяжного, обрывного, разгрузочного действия) или неконтактные (магнитные, сейсмические, акустические и др.)
- Донная противодесантная мина ПДМ-1
- Взрыватели и другие инженерные боеприпасы
- Удлинённый подрывной заряд (Бангалорская торпеда)

## Меры предосторожности
При обращении с инженерными боеприпасами запрещается:
- Бросать, подвергать ударам, нагревать, сжигать их.
- Прикладывать большие усилия при установке и извлечении взрывателей, запалов и капсюлей-детонаторов.
- Хранить и перевозить окончательно снаряженные инженерные боеприпасы.
- Хранить инженерные боеприпасы совместно с взрывателями, капсюлями-детонаторами без соответствующей упаковки.
- Вскрывать корпуса инженерных боеприпасов и извлекать из них взрывчатые вещества.
- Обезвреживать и снимать инженерные мины. Обо всех случаях нахождения боеприпасов сообщать в органы правопорядка.